# Ana Garcia de Cuenca
Pour les articles homonymes, voir García et Cuenca.
Œuvres principales
Méditations et Mots directs avec le Père Éternel
Ana García Marín, née à Calasparra (région de Murcie) et morte le 26 avril 2005 à Cordoue, est une femme de lettres espagnole.

## Biographie
Elle a pris le nom de son époux José Cuenca Monet. Ses parents étaient José García Penalva et Dolores Marín Moya, tous deux étaient nés dans la région de Murcie. Très peu après sa naissance la famille a déménagé à Cordoue, où elle vécut toute sa vie jusqu’à sa mort le 26 avril 2005. Sa sœur, Juana, a collaboré dans son travail social jusqu’à la fin de sa vie, morte 10 ans avant elle.
Le 10 mars 1954, elle a ses premières visions dans l'église Notre-Dame de Grâce de Cordoue (es). Quelques mois plus tard, elle commence à avoir des rêves prophétiques qui auront lieu tous les jours jusqu'à sa mort, qu'elle décrit dans ses cahiers. Elle souhaite que ses écrits soient diffusés dans le monde entier par l'Église catholique.
Elle fonde le Club de la Peseta dont l’activité principale est demander aux plus aisés de partager avec les nécessiteux.
En 1974, le gouvernement espagnol reconnait son œuvre en lui attribuant l'Ordre de Bienfaisance (es).
En 2001, la fondation Ana Garcia de Cuenca est créée.

## Œuvre
- 1975 : Méditations et Mots directs avec le Père Éternel (tome I et II)
- 1977 : Le Mot du Créateur et Le Prophète te parle, avec le Nihil Obstat de l’Église catholique, préfacé par Mgr. José Guerra Campos (es) (évêque de Cuenca).
- 1979 : Après des entretiens avec Mgr. Infante Florido (évêque de Cordoue), Mgr. Martínez Somalo, Mgr. Casaroli, Mgr. Seper et Mgr. Ratzinger, il est reçu par le pape Jean Paul II.
- 2009 : les 94 livres de son œuvre sont édités.

## Hommages
- 1986-1987 : Aloys G. Tumbo Oeri, professeur de l’université de Nairobi (Kenya) propose Cuenca pour le prix Nobel de la paix deux fois.
- 1988 : Mahmud Ali Makki (es) après avoir lu et étudié les livres de Ana, la propose aussi pour le prix Nobel de la paix.
- 2007 : la municipalité de Cordoue donne son nom à une rue de la ville[3].

## Liens
- Fondation Ana García de Cuenca.
- (es) Blog anagarciadecuenca